# Toto Cutugno
Salvatore Cutugno (Fosdinovo, provincia de Massa-Carrara, Toscana, 7 de julio de 1943-Milán, Lombardía, 22 de agosto de 2023), más conocido como Toto Cutugno, fue un cantautor italiano. Ganó el Festival de Eurovisión de 1990.

## Trayectoria artística
Debutó en el Festival de San Remo de 1976, con el grupo Albatros, interpretando la canción «Volo AZ504», que se clasificó tercera. Al año siguiente, se presentó de nuevo en el Festival con «Gran Premio». Su debut como solista fue en 1980, cuando venció en el Festival de San Remo con «Solo Noi». Ese mismo año participó en el Festival Yamaha Music en Tokio con la canción "Francesca Non Sa", quedando en la 6.ª posición en la final.
En los años posteriores, se clasificó hasta cinco veces en segunda posición (1984, 1987, 1988, 1989 y 1990). También quedó segundo en 1985, pero esta vez como compositor, cuando escribió la canción «Noi ragazzi di oggi», que interpretó el cantante Luis Miguel. Obtuvo la primera posición en el Festival de Eurovisión de 1990, en Zagreb (antigua Yugoslavia), con «Insieme: 1992». Al año siguiente, presentó el Festival junto con Gigliola Cinquetti. Ha sido también presentador de televisión, siendo sus programas más famosos Piacere Raiuno y Domenica In (un programa de entretenimiento dominical de la cadena italiana Rai Uno).
También compuso canciones para otros artistas, tanto italianos como extranjeros, como Massimo Ranieri, Franco Califano, Gloria Simonetti, Ricardo Sepúlveda y Cristian Castro, entre otros.
Es muy conocido por el tema «L'Italiano (Lasciatemi Cantare)», con el cual participó en el Festival de la Canción Italiana de San Remo en 1983.

## Muerte
Toto Cutugno falleció el 22 de agosto de 2023 a la edad de 80 años, a consecuencia de un cáncer crónico de próstata, en el hospital San Raffaele de Milán, donde había permanecido hospitalizado durante algunas semanas debido al empeoramiento de su situación. La funeraria no ha sido instalada. El funeral se celebró por la mañana, dos días después, en la Basílica de los Santos Nereo y Aquiles, en Viale Argonne de Milán, en presencia de colegas como Fausto Leali, Ivana Spagna, Gianni Morandi, Pupo y Mario Lavezzi. El cuerpo fue incinerado en el cementerio de Lambrate.

## Participación en el Festival de San Remo
- 1976: Volo AZ504, con los Albatros
- 1977: Gran premio, con los Albatros
- 1980: Solo noi
- 1983: L'Italiano
- 1984: Serenata
- 1986: Azzurra malinconia
- 1987: Figli (que en Chile, grabó en castellano, la cantante chilena Gloria Simonetti).
- 1988: Emozioni
- 1989: Le mamme
- 1990: Gli amori, junto con Ray Charles
- 1995: Voglio andare a vivere in campagna
- 1997: Faccia pulita
- 2005: Come noi nessuno al mondo, junto con Annalisa Minetti
- 2008: Falco Chiuso in Gabbia
- 2010: Aeroplani

## Vida personal
Estaba casado con Carla Galli desde 1971. Toto Cutugno tuvo un hijo, Niko, fuera del matrimonio que solo en la adolescencia supo quien era su padre. Toto Cutugno era un gran seguidor de la Associazione Calcio Milan.